# آلبرت والنتین
آلبرت والنتین (فرانسوی: Albert Valentin‎؛ ۱۹۰۸ – ۱۹۶۸) فیلم‌نامه‌نویس، کارگردان فیلم اهل بلژیک بود.
از فیلم‌ها یا مجموعه‌های تلویزیونی که وی در آن‌ها نقش داشته‌است می‌توان به مسالینا اشاره نمود.